# Ian Tyson
Ian Dawson Tyson (Victoria, 25 de septiembre de 1933-Longview, Canadá, 29 de diciembre de 2022) fue un cantautor canadiense, más conocido por su canción «Four Strong Winds». También formó parte del dúo Ian & Sylvia.

## Carrera
Tyson nació de inmigrantes británicos en Victoria en 1933 y creció en Duncan B.C. Fue jinete de rodeo cuando tenía veinte años y comenzó a tocar la guitarra mientras se estaba recuperando de los daños padecidos en una caída. Ha reconocido a su amigo, el cantante country Wilf Carter como su influencia musical. Hizo su debut como cantante en el Café Heidelberg en Vancouver, en 1956, tocando con una banda de rock and roll, "The Sensational Stripes." Después de su graduación en la Vancouver Scool of Art, en 1958, Tyson se trasladó a Toronto, donde comienza su trabajo como artista comercial. Allí actúa en clubs locales y en 1959 empieza a cantar de vez en cuando con Sylvia Fricker, actuando después en el Village Corner como "Ian & Sylvia." El dúo se convirtió en su dedicación exclusiva en 1961 y se casaron cuatro años más tarde. En 1969 formaron el grupo The Great Speckled Bird, residiendo en del sur Alberta y haciendo frecuentes giras por Canadá y Estados Unidos.
De 1971 a 1975, tiene un programa televisivo propio The Ian Tyson Show, en CTV, basado en el show Nashville North, después titulado Nashville Now de 1970-71.
Desde 1980 Tyson se asocia con el mánager musical y productor Neil MacGonigill de Calgary. Tyson decidió concentrarse en la música country and western, grabando en 1983 el álbum, Old Corrals and Sagebrush, publicado en Columbia Records.
En 1989, Tyson fue introducido en la Canadian Country Music Hall of Fame.
En 2005 los oyentes de CBC Radio One escogieron su canción "Four Strong Winds" como la mejor canción canadiense de todos los tiempos en la serie: 50 Temas: La Versión Canadiense. Su influencia ha sido fuerte en muchos artistas canadienses, incluyendo a Neil Young, quién grabó "Four Strong Winds" para Comes a Time (1978). Johnny Cash también grabaría la misma canción para American V: A Hundred Highways (2006). Judy Collins grabó una versión de su canción "Someday Soon" en 1968.
Bob Dylan y The Band grabaron su canción "One Single River" en Woodstock, NY en 1967. El registro puede ser encontrado en el álbum inédito Genuine Basement Tapes, vol. I.

Tyson actúa durante la 2005 Visita Real de Reina Isabel II en Edmonton

En 2006 Tyson tuvo un desgarro irreversible de sus cuerdas vocales a raíz de un concierto en el Havelock Country Jamboree seguido un año más tarde por un virus. Esto tuvo como resultado una pérdida notable de la calidad y gama de su voz. Ha descrito su nueva voz como "gravelly". No obstante publica el álbum "De Yellowhead a Yellowstone y Otras Historias de Amor" en 2008 con buenas críticas. Fue nominado para los Canadian Folk Music Awards para Solo Artist of the Year en 2009. El álbum incluye una canción escrita por el compositor de Toronto Jay Aymar.
En 2010, Tyson publicó sus memorias The Long Trail: My Life in the West. Coescritas con el periodista de Calgary, Jeremy Klaszus, el libro "alterna la autobiografía y su relación con el "Oeste" como una realidad y un ideal cultural." Michael Enright de la CBS dijo que el libro era honesto como el propio Tyson.

## Vida personal
El primer matrimonio de Tyson, con su compañera musical Sylvia Fricker, terminó en un divorcio amistoso [15] en 1975. Su hijo Clay (Clayton Dawson Tyson, [16] nacido en 1966 [17] ) también era un intérprete musical y desde entonces se ha mudado a una carrera modificando bicicletas de carreras. [18] [19]
Después del divorcio, Tyson regresó al sur de Alberta para criar y entrenar caballos, pero también continuó su carrera musical de forma limitada. En 1978, Neil Young grabó "Four Strong Winds", y Tyson usó las regalías para el pago inicial de un rancho de ganado y caballos. Comenzó a jugar regularmente en el Ranchman's Club de Calgary en esta época.
La autobiografía de Tyson, The Long Trail: My Life in the West, se publicó en 2010. [20] [21] [22] Coescrito con el periodista de Calgary Jeremy Klaszus, el libro "alterna entre la autobiografía y un estudio más amplio de [Tyson] relación con 'Occidente', tanto como una realidad que se desvanece como un ideal cultural". [23] Michael Enright de CBC dijo que el libro es como el propio Tyson: "directo, sin vidriar y honesto". [24]
Ian Tyson se casó con Twylla Dvorkin en 1986. Su hija Adelita Rose nació en 1987 [18] [25] El segundo matrimonio de Tyson terminó en divorcio a principios de 2008, varios años después de que él y Dvorkin se separaran. [26] [27]
En 2012 se publicó un libro de John Einarson, Four Strong Winds: Ian & Sylvia. Unos años más tarde, Ian dijo que Evinia Pulos (Bruce) era su "alma gemela"; como ella vivía en Kelowna, una ciudad en el centro sur de la Columbia Británica, dijo que no podía verla a menudo. "Hemos sido amantes durante 55 años... ¿Cuántas personas pueden decir eso?". dijo Tyson. En 2018, Tyson hizo apariciones en conciertos en Columbia Británica y Alberta. [28] Su sitio web indicó que en 2019, iba a hacer dos conciertos, uno en Calgary y el otro en Bragg Creek, Alberta. [29]

## Muerte
Tyson murió en su rancho cerca de Longview, Alberta, el 29 de diciembre de 2022, a la edad de 89 años. [30] [31] Según su gerente Paul Mascioli, esto siguió a varios problemas de salud, incluido un ataque al corazón y una cirugía a corazón abierto en 2015. [31]

## Premios y reconocimiento

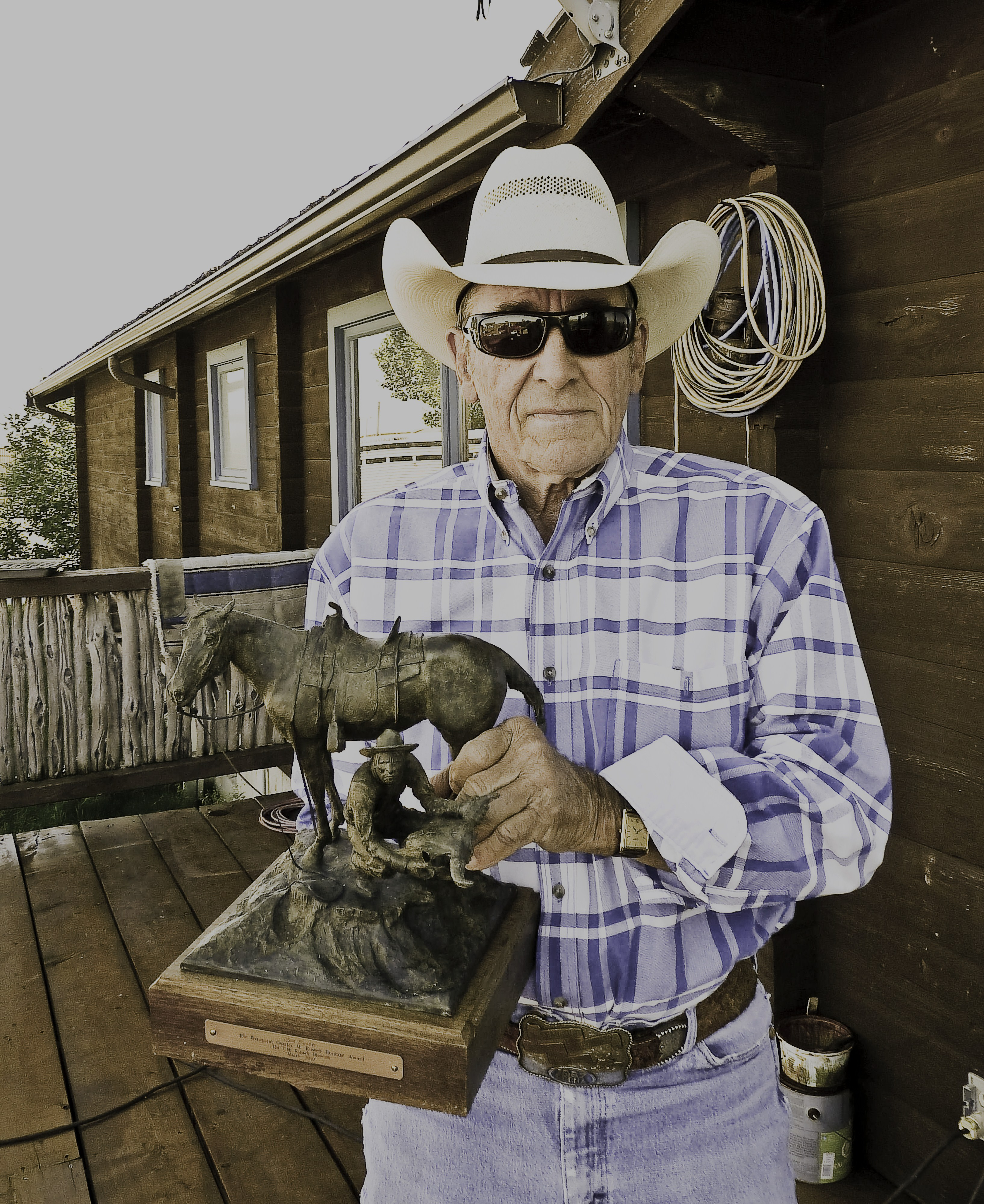
Tyson en 2011 con el premio Charles M. Russell

Tyson fue nombrado Miembro de la Orden de Canadá en octubre de 1994, y fue distinguido con la Orden de Excelencia de Alberta en 2006. En 2003, Tyson recibió el premio de Artes escénicas de un Gobernador General.

### Discos de tributo
Un CD de tributo a Ian Tyson, The Gift, se publicó en 2007 en Stony Plain Records incluyendo «Someday Soon» por Doug Andrew con Buddy Cage en pedal steel guitar, "Four Strong Winds" grabado por Blue Rodeo, más otras 13 canciones interpretadas por primeras figuras del folk y el country. El álbum se tituló así por una de sus canciones que era un tributo a Charles M. Russell.

## Discografía

### Álbumes
En 1987 el álbum Cowboyography contiene dos canciones que fueron escogidas por los Western Writers of America para formar parte del Top 100 Western Songs of all time: "Navajo Rug" y "Summer Wages".
| Año  | Título                                           |      |         |
| ---- | ------------------------------------------------ | ---- | ------- |
| Año  | Título                                           | 1973 | Ol' Eon |
| 1978 | One Jump Ahead of the Devil                      |      |         |
| 1983 | Old Corrals and Sagebrush                        |      |         |
| 1984 | Ian Tyson                                        |      |         |
| 1987 | Cowboyography                                    |      |         |
| 1989 | I Outgrew the Wagon                              |      |         |
| 1991 | And Stood There Amazed                           |      |         |
| 1994 | Eighteen Inches of Rain                          |      |         |
| 1996 | All the Good 'Uns                                |      |         |
| 1999 | Lost Herd                                        |      |         |
| 2002 | Live at Longview                                 |      |         |
| 2005 | Songs from the Gravel Road                       |      |         |
| 2008 | Yellowhead to Yellowstone and Other Love Stories |      |         |
| 2011 | Songs from the Stone House                       |      |         |
| 2012 | Raven Singer                                     |      |         |
| 2013 | All the Good 'Uns Vol. 2                         |      |         |
| 2015 | Carnero Vaquero                                  |      |         |

## Videos
| Año       | Título                     | Notas                      |
| --------- | -------------------------- | -------------------------- |
| 1971–1974 | Ian Tyson Show             | CTV network                |
| 2010      | Songs From the Gravel Road | Bravo! Network documentary |
| 2010      | Mano A Mano                | DVD w/Tom Russell          |
| 2010      | This is My Sky             | DVD set                    |